# Storm
För andra betydelser, se Storm (olika betydelser).

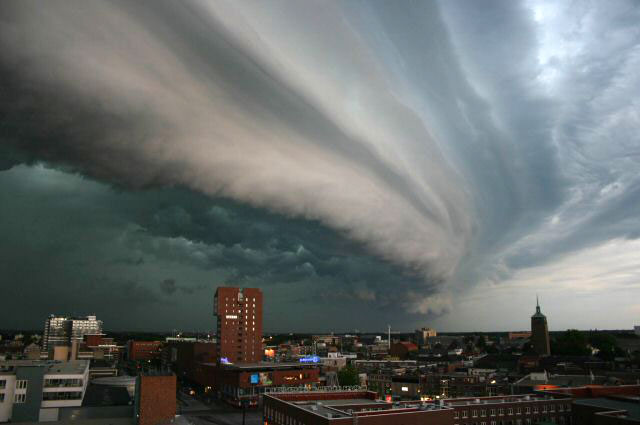
Storm över Enschede i Nederländerna.

Fartyg i storm vid klippig kust av Jan Porcelli. Olja på duk, 1614-1618, Hallwylska museet.

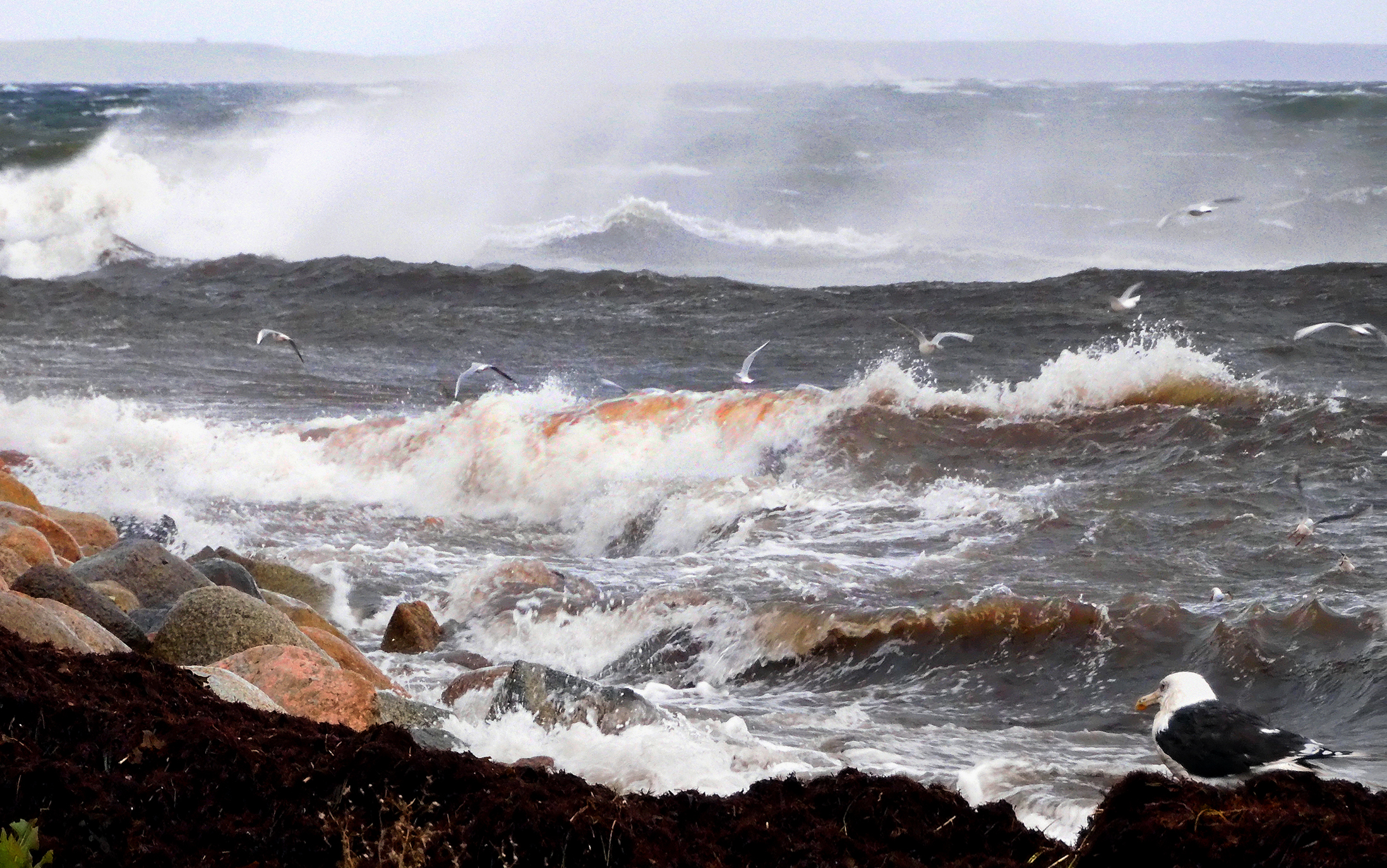
En gammal Havstrut betraktar en stormen Babet i Ystad 20 oktober 2023.

Storm kallas vinden både på land och till sjöss, när vindhastigheten är stor. På land kan stormvindar rycka upp träd och orsaka skador på hus. Till sjöss orsakar stormvindarna höga vågor och havsytan blir vit av skum.
Ibland används benämningen "storm" specifikt för vindstyrka mellan 24,5 och 28,4 meter per sekund, 10 Beaufort. När vindstyrkan är 9 Beaufort (20,8–24,4 m/s) kallas vinden halv storm, och vid vindstyrka 11 Beaufort (28,5–32,6 m/s) benämns vinden svår storm. Vindhastigheten 32,7 m/s och uppåt, eller 12  Beaufort, kallas orkan (som är den högsta vindskalan). Situationer när endast byvindhastighet uppnår stormstyrka kallas stormby(ar), samtidigt som det då är högst hård vind eller "halv storm" (Beaufort högst 7–9) i medelvindhastighet.
Stormvarning utfärdas i Sverige (varning klass 2) till havs då medelvinden förväntas bli minst 25 m/s (10 Beaufort, storm). Samma gräns gäller för varning för storm/orkan i svenska fjällen, medan byar på över 25 m/s räcker för stormvarning till lands i övrigt. I Finland utfärdas stormvarning till havs då medelvind på minst 21 m/s förväntas (9 Beaufort, halv storm).
I engelskan används ordet storm även i betydelsen oväder och i olika sammansättningar som thunderstorm (åskväder på svenska), alltså även när vindarna inte uppnår stormstyrka. Därför bör man inte översätta storm från engelska till svenska utan hänsyn till innebörden.
Kraftig vind i kombination med snöfall och mycket dålig sikt kallas snöstorm. Vindarna behöver då inte uppnå stormstyrka ens i Sverige. Enbart vind i kombination med snöfall kallas snöyra. När snön istället blåser upp från marken och driver med vinden är det fråga om snödrev.

## Namngivning av stormar
SMHI tillämpar WMO:s rekommendation om att ge varannan storm ett kvinnligt och varannan ett manligt namn. Vanligtvis brukar SMHI låta Norges Meteorologisk institutt eller Danmarks Meteorologiske Institut (DMI) namnge stormarna.

### Namngivna svenska stormar (inkl. orkaner)
- Orkanen Lena (1967)
- Orkanen Ada (1969)
- Orkanen Carola (1999)
- Orkanen Gudrun (2005)
- Orkanen Per (2007)
- Stormen Tuva (2008)
- Ovädret Berit (2011)
- Stormen Simone (2013)
- Stormen Hilde (2013)
- Stormen Ivar (2013)
- Stormen Sven (2013)
- Stormen Alexander (2014)[6]
- Stormen Egon (2015)
- Stormen Freja  (2015)
- Stormen Gorm (2015)
- Stormen Helga (2015)[7]
- Stormen Staffan (2015)
- Stormen Urd (2016)
- Stormen Cora (2018)
- Stormen Alfrida (2019)